# Anthony Walker Cruz
Anthony Ismael Walker Cruz (Diriamba, 29 de enero de 2001) es un futbolista costarricense que juega como portero en el Club Sport Herediano de la Primera División de Costa Rica.

## Trayectoria

### F. C. Barreirense
Fue cedido al F. C. Barreirense. El 10 de septiembre de 2021, disputó la Copa de Portugal alineado como titular recibió 1 anotación contra el Real SC, y con la única anotación del encuentro, el partido finalizó 1-0 con derrota, siendo eliminados de la Copa de Portugal.

### S. C. Praiense
En julio de 2022, fichó con el S. C. Praiense. El 2 de octubre, realizó su debut en la Copa de Portugal, fue alineado como titular contra GD Fontinhas, recibiendo cinco anotaciones, finalizando el encuentro con derrota 5-0.

### U. D. Santarém
En agosto de 2023, fue fichado por el U. D. Santarém.

### C. S. Herediano
El 11 de julio de 2024, se oficializó su fichaje al C. S. Herediano. El 3 de septiembre, debutó por medio de la competición del Torneo de Copa contra el Guadalupe F. C., recibiendo 2 goles, siendo estas anotaciones la derrota por el marcador 0-2. El 21 de septiembre, debutó en la liga costarricense, contra el Santa Ana F. C., en el encuentro recibió una anotación, y obtuvo la victoria 2-1.

## Selección nacional
El 15 de enero de 2025, se oficializó su convocatoria del director técnico Miguel Herrera de un partido amistoso en fecha no FIFA contra Estados Unidos. El 22 de enero, Walker debutó contra los Estados Unidos, teniendo participación desde el minuto 46 del segundo tiempo, en un encuentro que finalizó por la derrota en el marcador 3-0.

## Estadísticas

### Clubes
Actualizado al último partido jugado el 30 de marzo de 2025.
| F. C. Barreinsense Portugal              | 4.            | 2021-22       | 5  | -11 | 1 | -1 | — | —  | 6  | -12 |
| F. C. Barreinsense Portugal              | Total club    | Total club    | 5  | -11 | 1 | -1 | 0 | -0 | 6  | -12 |
| S. C. Prainse Portugal                   | 4.            | 2022-23       | 17 | -22 | 1 | -5 | — | —  | 18 | -27 |
| S. C. Prainse Portugal                   | Total club    | Total club    | 17 | -22 | 1 | -5 | 0 | -0 | 18 | -27 |
| U. D. Santarém Portugal                  | 4.            | 2023-24       | 10 | -11 | — | —  | — | —  | 10 | -11 |
| U. D. Santarém Portugal                  | Total club    | Total club    | 10 | -11 | 0 | -0 | 0 | -0 | 10 | -11 |
| C. S. Herediano · Costa Rica             | 1.            | 2024-25       | 19 | -19 | 1 | -2 | 3 | -2 | 23 | -23 |
| C. S. Herediano · Costa Rica             | Total club    | Total club    | 19 | -19 | 1 | -2 | 3 | -2 | 23 | -23 |
| Sporting F. C. · Costa Rica              | 1.            | 2025          | 0  | -0  | 0 | -0 | — | —  | 0  | -0  |
| Sporting F. C. · Costa Rica              | Total club    | Total club    | 19 | -19 | 1 | -2 | 3 | -2 | 23 | -23 |
| Total carrera                            | Total carrera | Total carrera | 51 | -63 | 3 | -8 | 3 | -2 | 57 | -73 |
| 1. 2. Fuente:Transfermarkt / Cero a cero |               |               |    |     |   |    |   |    |    |     |

## Palmarés

### Títulos nacionales
| Título                         | Equipo          | País       | Año  |
| ------------------------------ | --------------- | ---------- | ---- |
| Primera División de Costa Rica | C. S. Herediano | Costa Rica | 2024 |
| Primera División de Costa Rica | C. S. Herediano | Costa Rica | 2025 |

### Distinciones individuales
| Distinción                                                                      | Año  |
| ------------------------------------------------------------------------------- | ---- |
| Mejor portero de la Primera División de Costa Rica del del Torneo Apertura 2024 | 2025 |